# Pârâul Negru, Someș
Pârâul Negru este un râu afluent al râului Apa Caldă. 